# الأثر النفسي للتمييز على الصحة
يشير التأثير النفسي للتمييز على الصحة إلى المسارات المعرفية التي يؤثر التمييز من خلالها على الصحة النفسية والجسدية لأفراد الفئات المهمشة، والتابعة، وذات المكانة المتدنية (مثل الأقليات العرقية والجنسية). أصبح البحث حول العلاقة بين التمييز والصحة موضوع اهتمام في تسعينيات القرن العشرين، عندما اقترح الباحثون أن استمرار التفاوتات العرقية/الإثنية في النتائج الصحية يمكن تفسيرها بالاختلافات العرقية/الإثنية في التجارب مع التمييز. يركز الجزء الأكبر من البحث على التفاعلات بين التمييز بين الأشخاص والصحة، إلا أن الباحثين الذين يدرسون التمييز والصحة في الولايات المتحدة اقترحوا أيضًا أن التمييز المؤسسي والعنصرية الثقافية يؤديان أيضًا إلى نشوء ظروف تساهم في استمرار الفوارق الصحية العرقية والاقتصادية.
يُطبق إطار الإجهاد والتكيف غالبًا للتحقيق في كيفية تأثير التمييز على النتائج الصحية في الأقليات العرقية والجنسية والجندرية، وكذلك على المهاجرين والسكان الأصليين. تشير النتائج إلى أن تجارب التمييز تُترجم إلى نتائج سيئة على الصحة الجسدية والنفسية، وتؤدي إلى زيادة المشاركة في السلوكيات غير الصحية. كانت الأدلة على العلاقة العكسية بين التمييز والصحة متسقة عبر مجموعات سكانية متعددة ومختلف السياقات الثقافية والوطنية.

## من التمييز إلى الصحة: مساران

### استجابة الإجهاد
يصور البحث حالات التمييز على أنها مواقف من المحتمل أن تسبب الإجهاد ولها عواقب لاحقة على الصحة النفسية والجسدية، وكذلك السلوكيات الصحية. قيس الإجهاد في الدراسات التجريبية استجابة للتمييز باستخدام مجموعة من القياسات النفسية (مثل الإجهاد المتصور) والفيزيولوجية (مثل تفاعل القلب والأوعية الدموية)، وتشير الأدلة إلى أن هذه الاستجابة المتزايدة للإجهاد مرتبطة بضعف الصحة النفسية والجسدية وضعف اتخاذ القرار عندما يتعلق الأمر بالسلوكيات المتعلقة بالصحة، مثل تعاطي المخدرات أو زيارة قسم الطوارئ.
يناقش بعض الباحثين أيضًا بأن التجارب اليومية مع التمييز يمكن أن تسبب إجهادًا مزمنًا وتراكميًا يساهم في «التآكل والتلف» ضمن الجسد. تميل حالات التمييز أيضًا إلى أن تكون غامضة ولا يمكن التنبؤ بها، مما يشير إلى أن الأبحاث التي تربط بين الإجهاد والصحة يمكن أن تكون ضارة بشكل خاص. تشير الدلائل المستمدة من هذا النوع من الأبحاث إلى أن توقع التمييز، والمعاناة من الإجهاد نتيجة اليقظة المفرطة والقلق، والتفكير في تجربة التمييز يمكن أن يؤدي إلى تفاقم الآثار السلبية للتمييز على الصحة وإطالة أمدها.
يمكن أن يكون تأثير الإجهاد المرتبط بالتمييز طوليًا، كما هو موضح في دراسة أجريت على المراهقين السود التي وجدت تمييزًا ملحوظًا بين سني 16-18 للتنبؤ بمستويات هرمون التوتر وضغط الدم والالتهاب ومؤشر كتلة الجسم في سن العشرين.

### السلوكيات الصحية
يؤثر التمييز أيضًا على الصحة من خلال إثارة المشاعر السلبية وتقليل ضبط النفس، ما يؤدي بدوره إلى زيادة المشاركة في السلوكيات غير الصحية مثل التدخين، وتعاطي الكحول والمخدرات، وانخفاض النشاط البدني، والإفراط في الأكل.

## التمييز بين الأفراد

### القياس
اتسمت الدراسات التي تقيم العلاقة بين التمييز بين الأشخاص والصحة بالتجريبية واعتمدت على الملاحظة. تلاعبت التجارب التي تبحث في الصلة بين التمييز والصحة في تصورات التمييز بعدة طرق، بما في ذلك تعريض المشاركين لمقاطع أفلام عنصرية، ومطالبتهم بالكتابة عن تجاربهم السابقة مع التمييز، وتزويدهم بالمقالات التي توضح بالتفصيل التمييز ضد الانتماء إلى مجموعتهم.
تستفيد الدراسات الرصدية من مجموعات البيانات الكبيرة مثل المسح الوطني للأمريكيين السود، ومسح الصحة النيوزيلندي لإجراء استنتاجات حول العلاقة بين التمييز والصحة.
يُقاس التمييز المتصور في معظم الحالات من خلال مطالبة المشاركين بتقديم تقرير ذاتي عن معدل تعرضهم للتمييز يوميًا (مزمن)، وعدد المرات التي تعرضوا فيها للتمييز الشديد (حاد)، ومقدار تجربة التمييز على مدى حياتهم (مدى الحياة)، أو ما إذا كانوا قد تعرضوا للتمييز مؤخرًا (مؤخرًا).
طُورت العديد من المقاييس لرصد أنواع مختلفة من التمييز، وأكثر من 90% منها صممها باحثون في الولايات المتحدة. تُقاس العنصرية على سبيل المثال باستخدام مقياس العنصرية المدركة، وجدول الأحداث العنصرية، ومؤشر الإجهاد المرتبط بالعرق، ومقياس العنصرية وخبرات الحياة.
وجدنا الدليل الأقوى والأكثر اتساقًا للتأثير السلبي للتمييز على الصحة النفسية والسلوكيات المتعلقة بالصحة في جميع الدراسات، إلا أن التحليل التلوي لحوالي 134 عينة أظهر أيضًا دليلًا على وجود صلة عكسية بين التمييز والصحة البدنية. تُظهر المقارنات بين تأثير التجارب المزمنة والحديثة من التمييز على الصحة النفسية أن التمييز الأخير له تأثير سلبي أقوى من التمييز مدى الحياة، إذ كانت الاختلافات في التأثير على أساس نوع التمييز المقاس غائبة عن الصحة البدنية.

### الصحة النفسية
وجد التحليل التلوي لأكثر من 300 مقال نُشر بين عامي 1983 و2013 دليلًا على وجود علاقة قوية بين التمييز وضعف الصحة النفسية. رُبط التمييز المتصور على وجه التحديد بمجموعة من نتائج الصحة النفسية بما في ذلك الاكتئاب والقلق واضطراب ما بعد الصدمة والضيق النفسي والتأثير الإيجابي والسلبي والرفاهية العامة. رُبط التمييز المبلغ عنه ذاتيًا- إضافة إلى مساهمته في الضيق والرفاه- بالاضطرابات النفسية المدرجة في الدليل التشخيصي والإحصائي للاضطرابات النفسية بطبعته الخامسة، مثل الذهان والبارانويا واضطرابات الأكل. تشير بعض الدراسات إلى أن العلاقة بين التمييز المتصور والمرض النفسي السريري تزداد قوة مع زيادة تصورات التمييز وحالات من تعرضوا للتمييز.
وُجد في التحليل التلوي لعام 2009، أن تأثير التمييز على الصحة النفسية حالة عامة، مثل أن من يتعرضون للتمييز يعانون من ضعف في الصحة النفسية بغض النظر عن العرق أو الجنس. وجد التحليل التلوي الأحدث الذي كانت عيناته أساسًا في الولايات المتحدة، دليلًا على وجود تأثير معتدل للعرق، مثل أن الرابط بين التمييز والصحة النفسية يبدو أقوى لدى الأمريكيين الآسيويين والأمريكيين اللاتينيين، مقارنة بالأمريكيين السود.

### الصحة البدنية
تكشف التحليلات التلوية المتعددة أن التمييز الملحوظ مرتبط بمجموعة من النتائج الصحية الجسدية السلبية مثل أمراض القلب، والسمنة، وارتفاع ضغط الدم، وضغط الدم الجوال، وسرطان الثدي، ومرض السكري، ومشاكل الجهاز التنفسي. يظهر التمييز الملحوظ أيضًا ارتباطًا بمؤشرات المشاكل الصحية القادمة، مثل زيادة الحِمل التفسدي، وقصر طول التيلومير، والالتهاب، وعدم انتظام الكورتيزول، وتكلس الشريان التاجي. تشير بعض الدراسات إلى أن التمييز المتصور يمكن أن يساهم في زيادة مخاطر الإصابة بأمراض القلب والأوعية الدموية نتيجة لارتفاع ضغط الدم الانقباضي والانبساطي أثناء النهار، وارتفاع ضغط الدم الجوال ليلًا استجابة للتمييز.
وجدت دراسة أجراها كوتو وزملاؤه فيما يخص الارتباط بين التمييز وضغط الدم- إذ تؤكده دراسات متعددة- أن هذا الارتباط كان فقط في 30% من الدراسات التي حُللت.